# Convenant

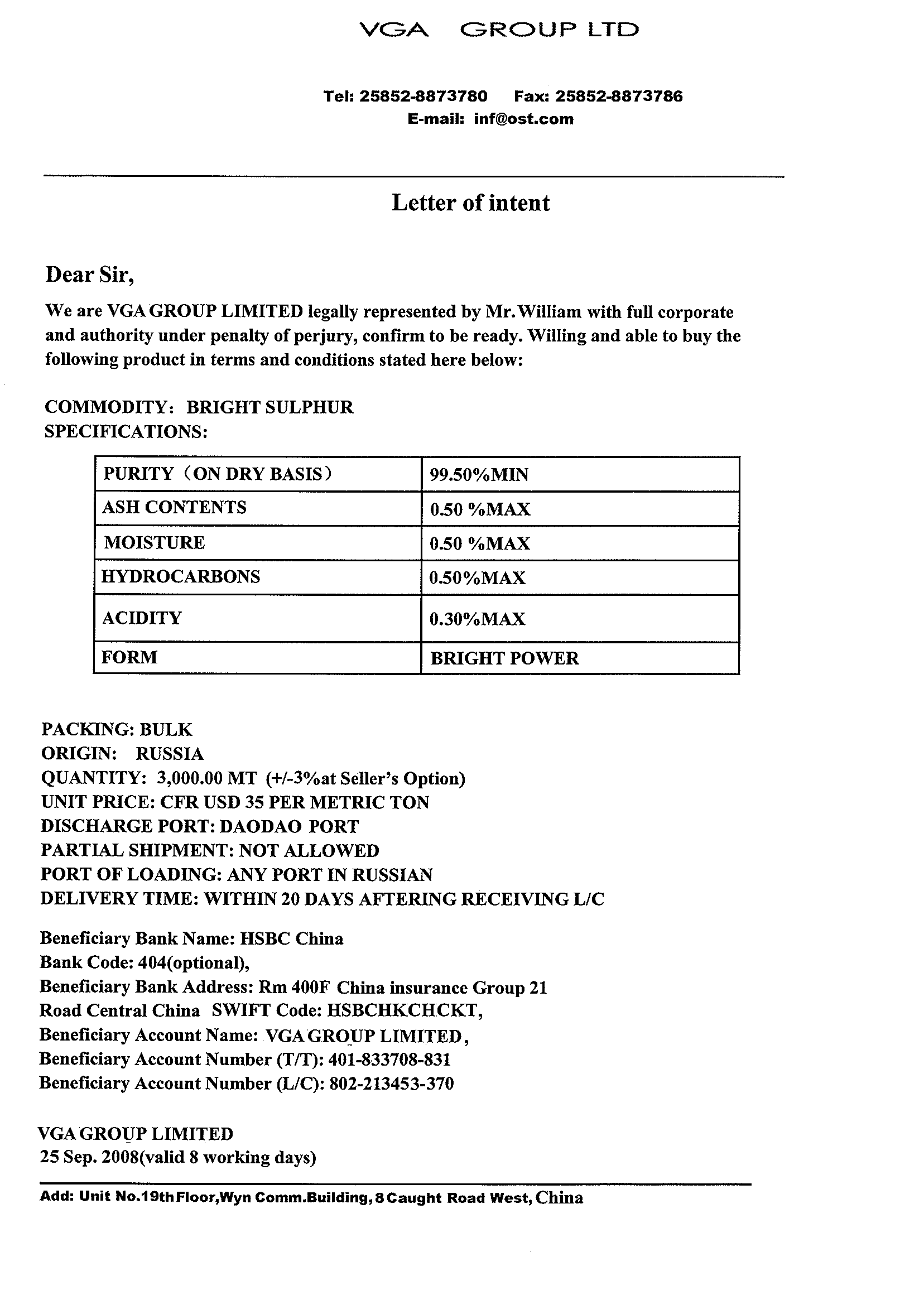
Een brief/verklaring van intentie

Een convenant is een bepaald soort overeenkomst tussen
- een overheid en een andere overheid
- een overheid en een natuurlijk persoon of een rechtspersoon
- natuurlijke personen of rechtspersonen.

Het Nederlandse Ministerie van Justitie en Veiligheid definieert een convenant als "een afspraak van de overheid met een of meer partijen gericht op het realiseren van bepaalde (beleids-) doelstellingen. In een convenant worden schriftelijke afspraken over het leveren van prestaties vastgelegd."
Bijvoorbeeld, in het convenantdocument "met (landelijke) afspraken over een rechtmatige gegevensverwerking tussen partijen die een samenwerkingsverband op de meldkamer vormen" verplichten de partijen zich "om de in dit convenant neergelegde rechten en verplichtingen, met inachtneming van de doelstelling in dit convenant en met behoud van ieders eigen verantwoordelijkheden en alle geldende wettelijke bepalingen, naar vermogen uit te voeren en na te leven."
Convenanten worden gebruikt in situaties dat de reguliere middelen niet effectief blijken en om uiteenlopende afspraken vast te leggen, veelal in de context van beleid, intenties en samenwerking. Er bestaat geen strikt vastgelegde vorm of inhoud van een convenant. Convenanten zijn er daarom in vele soorten en maten. Convenanten hebben veel gemeen met herenakkoorden, intentieovereenkomsten en samenwerkingsovereenkomsten. In een convenant worden vaak elementen uit deze en andere overeenkomsten gecombineerd.
Als een overheid partij is, zal ten minste één overheid publiekrechtelijke bevoegdheden inzetten. Daarmee wordt bedoeld het maken van afspraken over de wijze waarop bevoegdheden die in of bij de wet aan de overheid zijn toebedeeld, worden uitgeoefend. Zo worden afspraken vastgelegd, waarbij de bestuurlijke organen afspreken bepaalde dingen te doen, die niet op die manier in de wet zijn uitgewerkt. Betreft het alleen overheden die afspraken vastleggen, dan noemt men dat ook wel een bestuursakkoord. Als overheid en bedrijfsleven gezamenlijk afspraken vastleggen dan heeft men het over een publiek-private overeenkomst.
In het privaatrecht kent men vooral het echtscheidingsconvenant, waarbij de scheidende, maar niet gebrouilleerde, partijen rechten en plichten vastleggen en een omgangsregeling met eventuele kinderen.

## Juridisch
Van convenanten en vergelijkbare documenten wordt vaak gezegd dat deze niet juridisch afdwingbaar zijn. Dit ligt echter genuanceerder en is niet afhankelijk van deze gekozen vorm. Convenanten worden gebruikt om een goede samenwerking en afstemming te bevorderen. Een gang naar de rechter zal deze samenwerking echter juist tegenwerken en daarom wordt hier ook zelden voor gekozen. Als het werken aan een goede samenwerking geen rol meer speelt, zoals bij problemen na een echtscheiding, kan het convenant gewoon als juridisch document worden gebruikt.
Op een convenant zijn dan de normale juridische regels van toepassing, die voor alle niet nader bepaalde overeenkomsten gelden. Niet de vorm, maar de inhoud bepaalt verder hoe er juridisch mee omgegaan kan worden.
- Zachte afspraken Als er alleen wordt vastgelegd dat partijen zich zullen inspannen of samenwerken, dan is dit bijna onmogelijk te controleren en te beoordelen. Een rechter kan zich daar moeilijk tot onmogelijk over uitspreken of deze afdwingen.
- Harde afspraken  Als er concrete resultaten in het convenant worden afgesproken, zijn deze te controleren. Een rechter kan zich uitspreken over het al dan niet bereiken van het resultaat en sommige van deze resultaten afdwingen.
- Formulering Ook de verdere formulering is van belang. In het convenant kunnen de partijen bijvoorbeeld zeggen "het volgende overeen te komen" of "het volgende in acht te zullen nemen". In het laatste geval ontbreekt het element van verbinden of verplichten en is het afdwingen van nakoming moeilijk.

In een convenant kunnen deze elementen gecombineerd worden, zacht waar het nodig is en hard waar het kan of moet.